# Stadio palatino
Lo Stadio palatino era la terza parte del palazzo di Domiziano sul colle Palatino a Roma. Fu l'ultima ad essere costruita, dopo la Domus Flavia e la Domus Augustana, rispettivamente le parti pubblica e privata del complesso.

## Storia
L'enorme complesso occupò tutta la parte centrale del Palatino dalla fine del I secolo d.C., sostituendo edifici più antichi, databili dalla Repubblica a Nerone. I lavori vennero diretti dall'architetto Rabirio, iniziati poco dopo l'81 (anno della salita al potere di Domiziano) e conclusi nel 92. Il complesso venne scoperto e scavato nel XVIII secolo, al quale seguirono presto veri e propri saccheggi che hanno irrimediabilmente compromesso lo stato dell'edificio.

Lo Stadio nel 1909

Lo stadio è realizzato in mattoni i cui bolli laterizi sono tutti pertinenti alla fine del principato di Domiziano, con alcuni rifacimenti in epoca adrianea (nei portici) e severiana (nell'esedra). Il piccolo recinto ovale che si vede ancora oggi nella parte meridionale dell'arena risale infine all'epoca di Teodorico, quando forse venne usato come anfiteatro (sicuramente non come campo di allenamento di gladiatori, essendo questo tipo di spettacoli già abolito dai tempi di Onorio).
Lo stadio doveva essere usato soprattutto come giardino e maneggio privato (Viridarium), come dovevano essere presenti nelle ville private dell'epoca, stando a quanto riporta Plinio il Giovane. Negli Atti dei Martiri a proposito di san Sebastiano si menziona un Hippodromus Palatii, che doveva certamente essere questo.

## Descrizione
Lo stadio era un edificio a forma di circo, con un rettangolo molto allungato con un dei lati minori curvo (quello meridionale) di circa 160 x 48 metri. Occupa tutto il lato orientale della Domus Augustana, per un totale di circa 88 metri.
Il perimetro era decorato da un portico a due piani, composto al livello inferiore da pilastri in mattoni ricoperti da marmi (ne restano solo le basi) e al livello superiore da colonne marmoree, come si vede in parte nella ricostruzione dell'angolo settentrionale.
Sul lato orientale, al centro, si apriva la tribuna a forma di emiciclo posta al livello superiore del portico e leggermente sporgente. Al di sotto è sorretta da tre ambienti aperti sullo stadio. L'arena vera e propria è divisa al centro dalla "spina", della quale restano solo gli elementi terminali semicircolari.

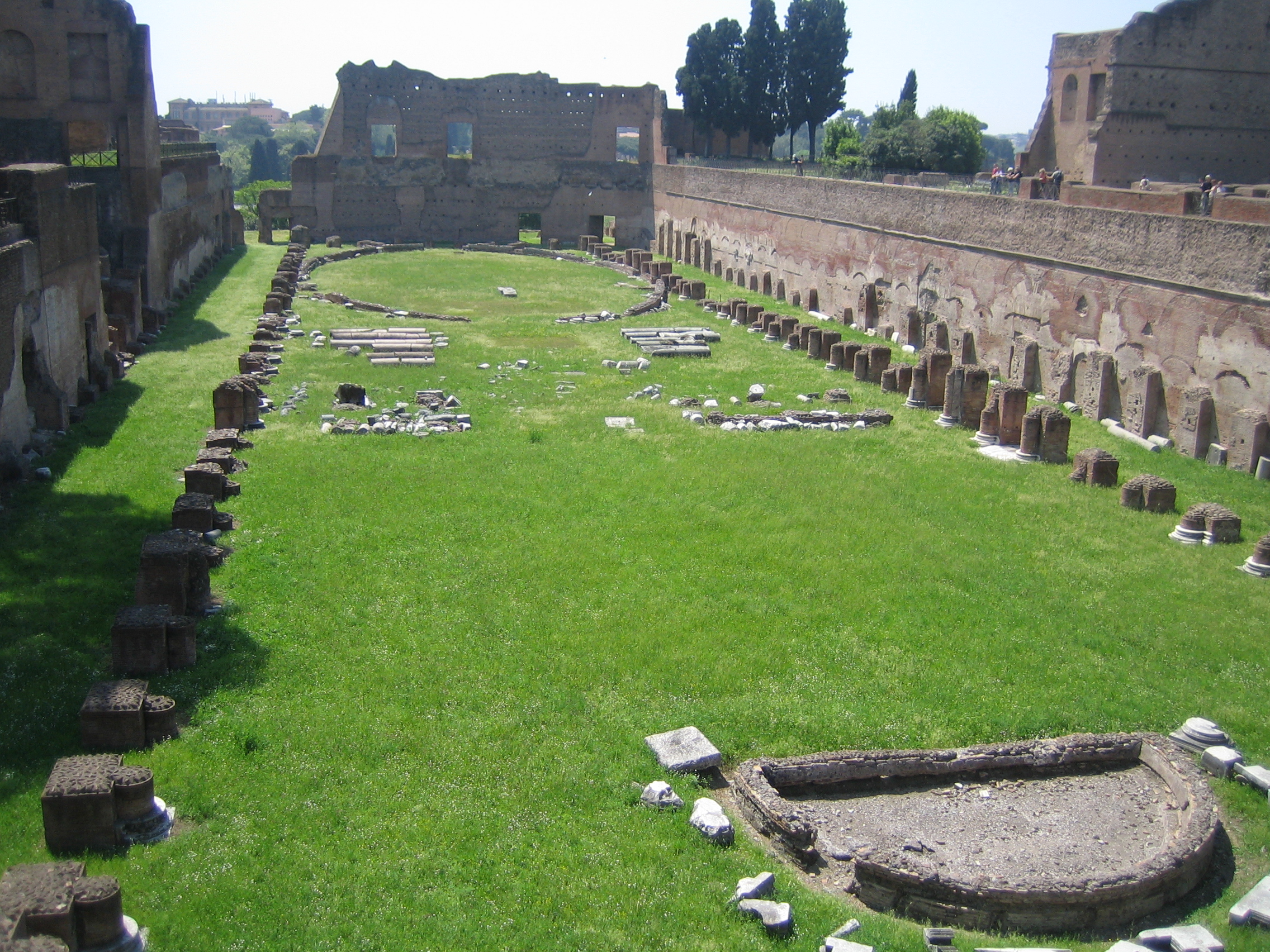
Stadio palatino.
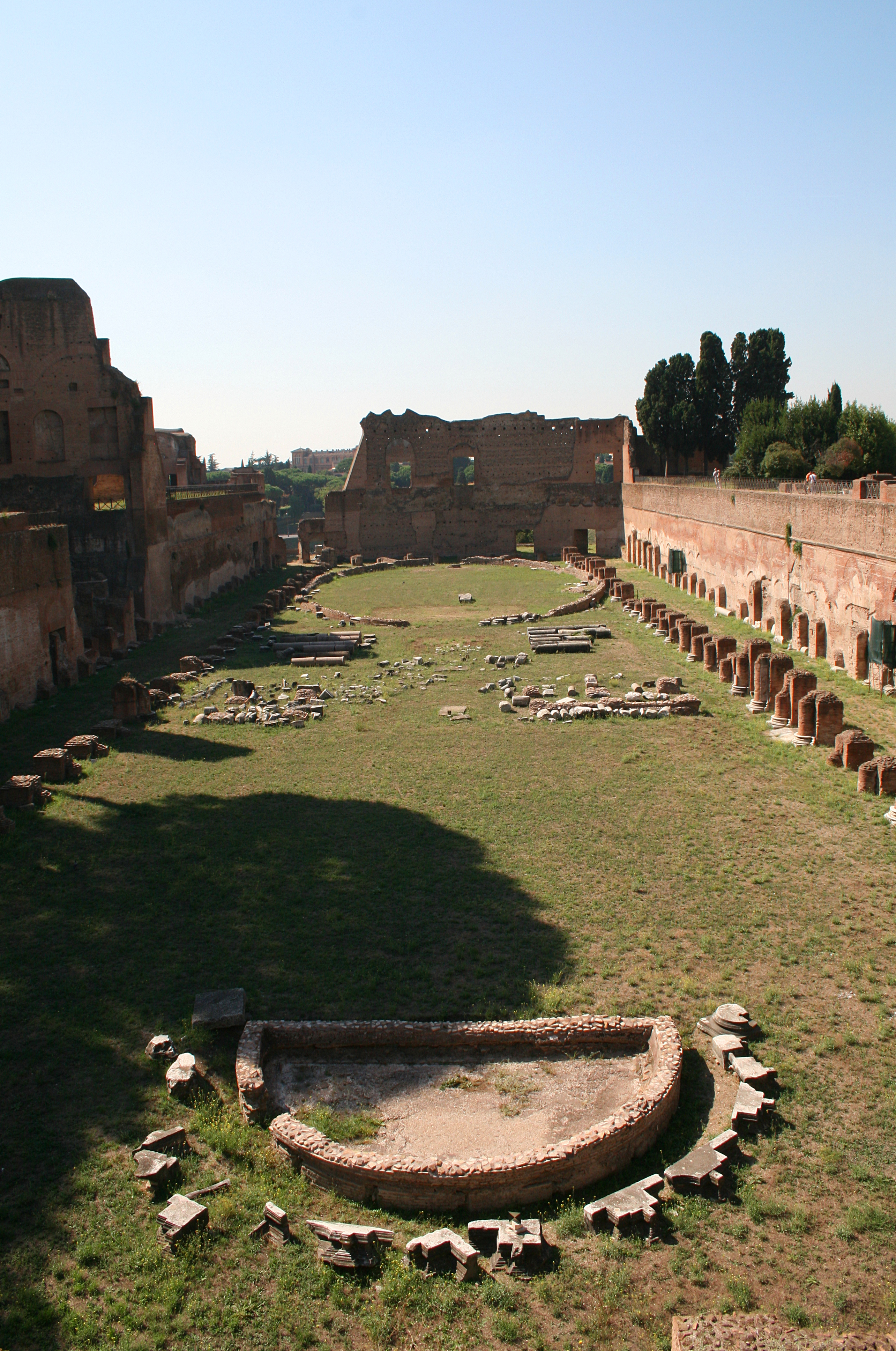
Stadio palatino.
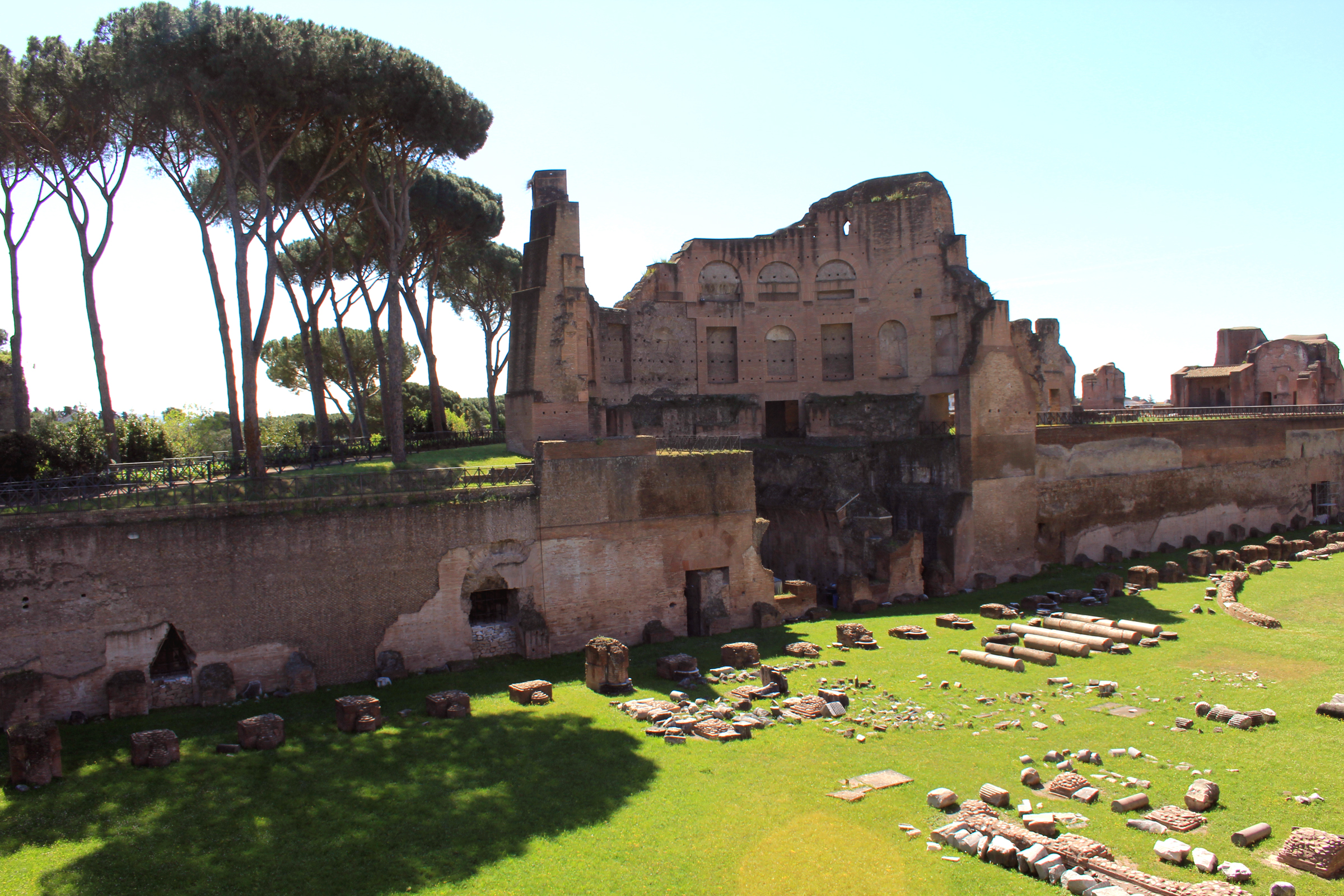
Stadio Palatino.
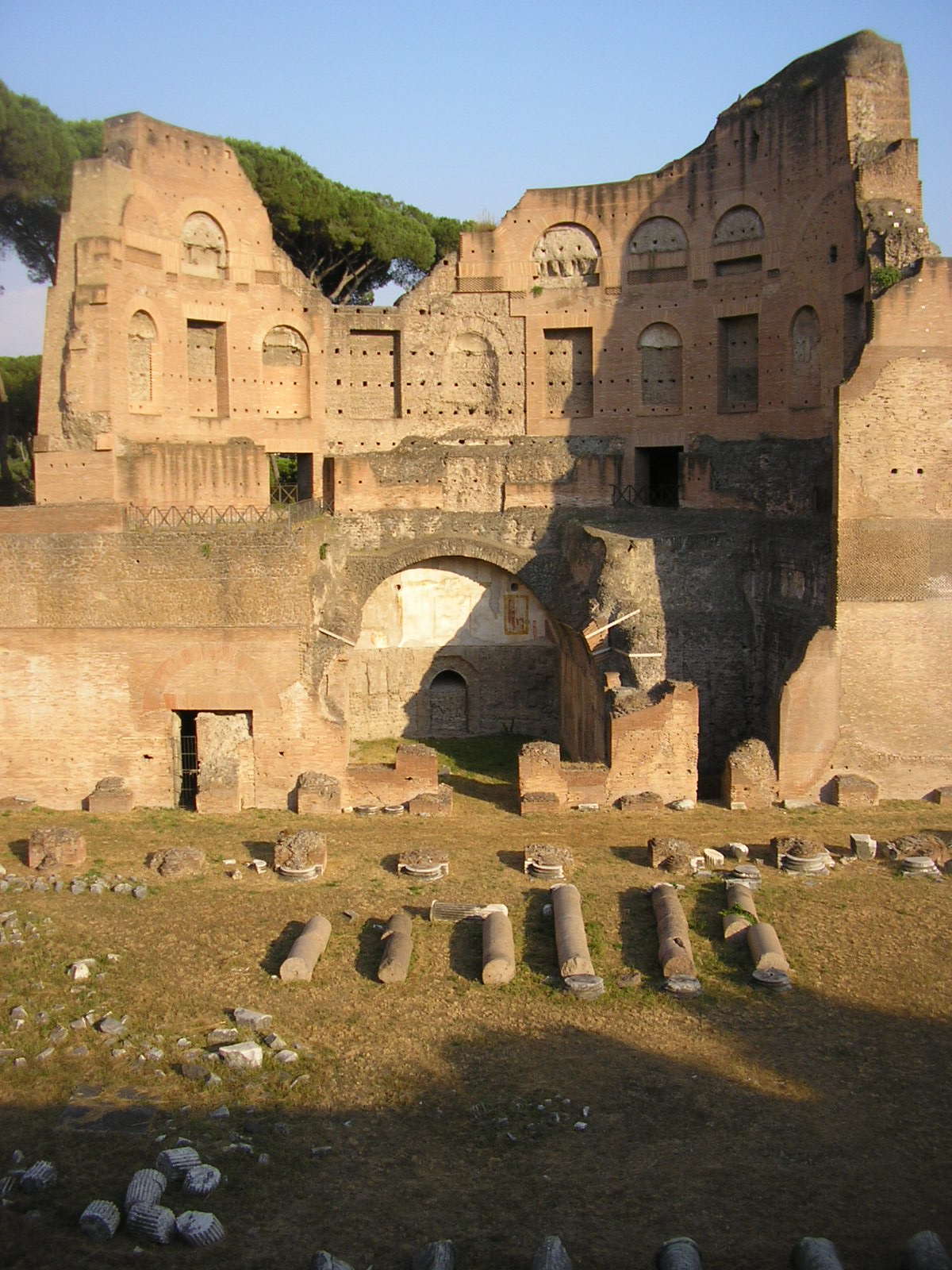
Esedra dello stadio.